# El Cuy
El Cuy é uma cidade da Argentina, localizada na província de Rio Negro